# مائورو آیرس
مائورو آیرس (اسپانیایی: Mauro Airez‎؛ زادهٔ ۲۶ اکتبر ۱۹۶۸) بازیکن فوتبال اهل آرژانتین بود.
از باشگاه‌هایی که در آن بازی کرده‌است می‌توان به باشگاه فوتبال بلننسس، باشگاه فوتبال باری، باشگاه فوتبال جیمناسیا لاپلاتا، باشگاه فوتبال ایندپندینته، باشگاه ورزشی بنفیکا، باشگاه ورزشی اشتوریل پرایا، باشگاه فوتبال استرلا دا آمادورا، و باشگاه فوتبال آرژانتینوس جونیورز اشاره کرد.
وی همچنین در تیم‌های ملی فوتبال زیر ۲۳ سال آرژانتین و آرژانتین بازی کرده‌است.